# Hahrska gymnasiet
Hahrska gymnasiet är ett yrkesgymnasium i Västerås. Skolan är belägen i Kopparlunden i centrala Västerås. Skolan har ca 350 elever. 
Hahrska har fått sitt namn efter Västerås första stadsarkitekt Erik Hahr. 

## Program
- Bygg- och anläggningsprogrammet

- VVS- och fastighetsprogrammet

- Hantverksprogrammet

### Introduktionsprogram
- Språkintroduktion
- Yrkesintroduktion mot Bygg- och anläggningsprogrammet

## Gymnasiesärskola
- Fastighet, anläggning och byggnationsprogrammet